# Pasar Lama (Batang Angkola)
Pasar Lama is een bestuurslaag in het regentschap Tapanuli Selatan van de provincie Noord-Sumatra, Indonesië. Pasar Lama telt 999 inwoners (volkstelling 2010).